# Созопол
Вижте пояснителната страница за други значения на Созопол.
Созо̀пол е град в Югоизточна България на Черно море. Разположен е на няколко малки полуострова в южната част на Бургаския залив. С население от 6428 души по данни на НСИ от 31 декември 2019 година, градът е осмото по големина населено място в област Бургас и е административен център на община Созопол. Разстоянието до Бургас е 34 км. Наследник е на гръцката колония Аполония и заедно с Несебър е един от най-старите български градове. От античността до XVII век Созопол е процъфтяващ търговски център. Той е известен като рибарски и винен център и заема важно място в търговията със зърно от Тракия. От късната античност градът се развива като важен църковен център с множество средновековни манастири.
Със своето културно-историческо минало, със запазената си архитектура от XVIII – XIX век, своите плажове и ежегодните празници на изкуствата „Аполония“ Созопол привлича днес множество туристи.

## География

### Местоположение
Созопол е разположен на българското черноморско крайбрежие, в южната част на Бургаския залив, на 35 км южно от Бургас. Градът е разделен на Стар и Нов град, между които се намира Морската градина. Старият град е разположен на малкия полуостров Скамни, вдаден между Созополския залив и залива Коренята. Скамни е свързан чрез изкуствен насип и вълнолом с остров Свети Кирик с площ от 80 декара, разположен на 250 метра северозападно от Созопол. Северната част на полуострова завършва с нос Скамни, а южната – с нос Харманите. По протежението на залива Коренята до полуостров Колокита се намира най-новата част на града – квартал Харманите. Полуостров Колокита и заливът Каваци бележат южната граница на града.
В акваторията на Созополския залив се намират остров Свети Иван и разположеният до него малък остров Свети Петър.

### Релеф
Територията на Созопол принадлежи към основния Медноридско-Странджански геоморфоложки район и в частност към два от подрайоните му – Медноридски и Босненски. В структурно отношение районът се характеризира с комплекс от морски тераси, силно разчленено крайбрежие и многобройни лимани, с редуването на слифов бряг със средноголеми и малки плажни ивици. Крайбрежието е забележително с голямо разчленение и по-големите плажни ивици в пределите на града са Централния или Северния плаж и Харманите. Близо една трета от плажа Харманите е заета от пясъчни дюни. Полуостровите между заливите са с труднодостъпни носове и с много подводни и надводни скали.
Районът западно от града релефа се характеризира с източни и североизточни склонове, разчленени от дълбоки планини. Югозападно от града се намира връх Бакърлък с височина 376 m, който е най-високата част на Медни рид.

### Климат
Климатът в Созопол и региона е по средата между влажния субтропичен климат и средиземноморския, със сравнително топли, но ветровити зими (средноянуарска температура +6 °C) и дълги, топли лета (средноюлска температура +27 °C). Черно море и въздушните преноси от Средиземно море са основните му формиращи фактори. Преобладават зимните северозападни и югозападни ветрове и то с почти двойно по-голяма скорост от средната за страната. Това превръща района в непривлекателен за рекреационни дейности през студеното полугодие. През топлото полугодие (април-септември) преобладават източните ветрове, свързани с дневния морски бриз. Макар и с по-слабо климатично влияние, нощният бриз (от сушата към морето) е сред характерните климатични фактори. Средната му скорост (1 – 2 м/сек.) е значително под тази на дневния бриз (3 – 6 м/сек.). Прилежащият морски басейн обуславя целогодишна висока влажност на въздуха. Районът е характерен с малко валежи и продължителни засушавания (17 – 28 дни през лятото и есента, 14 – 15 дни през зимата и пролетта).
| Климатични данни за Созопол                                                                                        | Климатични данни за Созопол | Климатични данни за Созопол | Климатични данни за Созопол | Климатични данни за Созопол | Климатични данни за Созопол | Климатични данни за Созопол | Климатични данни за Созопол | Климатични данни за Созопол | Климатични данни за Созопол | Климатични данни за Созопол | Климатични данни за Созопол | Климатични данни за Созопол | Климатични данни за Созопол |
| Месеци | яну.                        | фев.                        | март                        | апр.                        | май                         | юни                         | юли                         | авг.                        | сеп.                        | окт.                        | ное.                        | дек.                        | Годишно                     |
| Средни температури (°C)                                                                                            | 3,0                         | 3,8                         | 6,0                         | 10,6                        | 15,9                        | 20,7                        | 23,7                        | 23,5                        | 20,3                        | 15,8                        | 11,0                        | 5,8                         | 13,3                        |
| Средни месечни валежи (mm)                                                                                         | 46                          | 40                          | 38                          | 38                          | 39                          | 41                          | 25                          | 22                          | 35                          | 64                          | 64                          | 54                          | 494                         |
| --- | --------------------------- | --------------------------- | --------------------------- | --------------------------- | --------------------------- | --------------------------- | --------------------------- | --------------------------- | --------------------------- | --------------------------- | --------------------------- | --------------------------- | --------------------------- |
| Източник: Пенин, Румен. Природна география на България. София, Булвест 2000, 2007. ISBN 978-954-18-0546-6. с. 227. |                             |                             |                             |                             |                             |                             |                             |                             |                             |                             |                             |                             |                             |

### Защитени територии
На територията на Созопол и в непосредствена близост са обявени няколко защитени територии за опазване на застрашени животински и растителни видове: 
- Колокита[4]
- Острови Св. Иван и Св. Петър[5]
- Бакърлъка (защитена зона)[6]
- Пясъчната лилия
- Пясъчни дюни в м. Каваците[7]
- Пясъчни дюни между къмпингите „Златна рибка“ и „Градина“[8]
- Алепу

## История

### Име
Първото име на града, дадено му от гръцките колонисти при неговото създаване е Антеа. То е променено по-късно в Аполония в чест на древногръцкия бог Аполон, покровител на изселниците, почитан и като лечител. За да бъде различаван от други градове с името Аполония, съществували по това време (като Аполония Илирийска или Аполония Мидрониорум), градът е известен и с пояснителния си епитет Понтика, тоест Понтийска, Черноморска (на старогръцки Ἀπολλωνία Ποντική) или Магна, Велика.
От късната античност Аполония е известна като Созополис (изписвано на гръцки Σωζόπολις, на новогръцки Σωζόπολη, Созополи, на катаревуса Σωζόπολις, Созополис, в превод Град на спасението, избавлението или оздравяването). В генуезки портолани (морски карти), издадени след XIII век градът се споменава с имената Sixopoli, Sizopoli, Sinopolis, Sunopolis, Susopori, Suxopori, Gisopoli, Gixopoli и Grisopoli.
През османския период името се видоизменя в турското Сизеболу или Сизеболи. След Освобождението се налага българската форма Созопол.

### Античност
Созопол е най-старият град по българското черноморско крайбрежие. Най-ранното селище в района възникнало в края на V хилядолетие пр.н.е. Първоначално там се заселили рибари, земеделци, скотовъдци и металурзи, които добивали руда от близкия Медни рид. Селището продължило да се развива и през раннобронзовата епоха, а жителите му търгували с бронзови сплави в Черно и Егейско море. Подводните проучвания в акваторията на созополското пристанище разкриват останки от жилища, керамични съдове, каменни и костни оръдия на труда от бронзовата епоха. В края на 2 и началото на 1 хилядолетие пр.н.е. по нашия черноморски бряг се заселват траките. Според Херодот районът на днешния Созопол е заселен от тракийското племе скирмиади, известни като опитни рудари, които поддържали търговски връзки с целия Егейски свят. От това време в Созополския залив са открити и многобройни каменни котви и щокове, които свидетелстват за активно корабоплаване.
През 620 г. пр.н.е., на мястото на тракийското селище изселници от Милет основават гръцка колония с името Антеа. Гражданите на Милет избират и изпращат философа Анаксимандър за основоположник на Аполония. Колонията се разраства и полисът, преименуван по-късно в Аполония, израства като важен търговски и пристанищен център. Стратегическото разположение на полиса му позволявало да владее подхода към богатите на суровини Черноморска Тракия и Странджа и да играе посредническа роля в търговията между Атинския морски съюз, полисите в Средиземно море и тракийските племенни съюзи.
Търговското влияние на Аполония в Тракия се основава на съюз с владетелите на Одриското царство, сключен през V век пр.н.е. Полисът поддържа активни връзки с големите гръцки полиси Милет, Атина, Коринт, Хераклея Понтийска, островите Родос, Хиос, Лесбос, с Египет и други. От края на VI век пр.н.е. Аполония започва да сече собствени монети. Активната търговия по море и корабоплаването обуславят и приемането на котвата като емблема на полиса, сечена и върху монетите.
Конкуренцията със създадената около век по-късно мегарска колония Месемврия води до създаването на созополска колония Анхиало. Разположена непосредствено южно от Месемврия, тя имала задължението да пази достъпа до Бургаския залив, чрез който мегарците се опитват да търгуват с траките. Освен стратегическото си значение, Анхиало е богато и на подводни залежи на сол. За активния добив на сол още в Античността сочат промените по морското дъно в залива.
Аполония успява да запази независимостта си по времето на военните кампании на Филип II Македонски (342 – 339 година пр.н.е.) и Александър Македонски (335 година пр.н.е.).
Богатият град се превръща в център на високо развито изкуство. В града се намирал голям храм на бог Аполон. Точното му местоположение не е известно, вероятно е бил на остров Свети Кирик, но в него е имало 12-метрова статуя на Аполон, изработена от атинския скулптор Каламид.
През 72 г. пр.н.е. римският пълководец проконсул Лукул превзема града и отнася със себе си статуята на бог Аполон от светилището и я поставя на Капитолия в Рим. Статуята е претопена след приемането на християнството за официална религия в Римската империя. През 134 г.сл.н.е. за Аполония съобщава Ариан в своето съчинение „Обиколката на Черно море“. Въпреки че градът упада и отстъпва водещата роля в региона на Анхиало и Деултум, остава известен в римския свят с епитета Магна (Велика).

### Средновековие
Сред разделянето на Римската империя през 395 година, регионът на днешния Созопол влиза в пределите на Източната Римска империя. По времето на император Анастасий (491 – 518) около града са изградени крепостни стени, използвани и през следващите векове, като на много места са престроявани и доизграждани. Градът от IV век важна крепост в хинтерланда на Константинопол, разположена на крайморския път Виа Понтика.
През 812 година, при управлението на българския хан Крум Созопол влиза в пределите на България, но подобно на останалите черноморски градове, често се връща във византийско владение, като за последно е завладян от Тодор Светослав. През средните векове запазва статута си на областен и епископален град. За утвърждаването му като един от най-важните християнски центрове по Западното Черноморие, голямо значение изиграват манастирите („Свети Йоан Кръстител“, „Св. св. Кирик и Юлита“ и „Св. Анастасия“ на едноименните острови; „Св. Никола“ при днешния град Черноморец и манастирите в града – „Св. Йоан“, „Св. Апостоли“ и „Св. Богородица“.).
През 1366 година при похода на граф Амадей VI Савойски към българското Черноморие (1366 – 1367) градът е превзет и продаден на Византия. През 1453 година след дълга обсада и въпреки помощта на венециански и генуезки кораби, градът пада във властта на османските турци.

### Османски период
През XVII век Созопол често е обект на пиратски набези (предимно от запорожки казаци). През 1629 година всички манастири и църкви в града са опожарени и унищожени от турците. В резултат от опустошенията Созопол отстъпва водещата си роля в региона.
По време на руско-турската война от 1828 – 1829 година, на 16 февруари 1829 Созопол е превзет от военноморски десант под ръководството на контраадмирал Михаил Кумани и е превърнат във временна база на руския черноморски флот, подпомогнат от опълчение от местното българско и гръцко население. След подписването на Одринския мирен договор Созопол е върнат на Османската империя, a част от населението напуска града с оттеглящите се руски войски.
От XVIII и XIX век са запазени църкви и множество къщи от дърво и камък, създаващи архитектурния облик на днешен Созопол. Старинните икони и дървени иконостаси представляват най-добрите постижения на художествените занаяти от онова време.

### След Освобождението
По-късно градът става голям риболовен център по Българското Черноморие и се открива Рибарско училище, което подготвя кадри за модерен риболов с кораби и кадети за военноморските сили.
Васил Митаков, който е съдия в града в началото на XX в. пише:
| „ | „Къщите са стари, паянтови, улиците – тесни, калдъръмени; нужниците – на улицата; никакви дворове. Населението се дели на бедни (бардарани) и богати (плуисес). Живеят само с риболов и лозарство. Най-големият им приход обаче е от таляните, с които ловят скумрия и чирози...Вода в града няма. Докарва се отвън с мулета, със саки...Населението е много добро, макар че като гръцко беше твърде фанатично настроено към нас, българите. Те се смятаха за потомци на един по-благороден народ, с голямо минало, с голяма култура, а на нас гледаха като на селяни, като на орачи и овчари. Обличаха се не като нашите мъже и жени, винаги с по-добър вкус. Тон вземаха не от тук, а от Цариград, Атина, Волос и Пирея. В целия град имаше само няколко десетки българи, които са или настоящи чиновници, или бивши чиновници, пенсионирани и останали да живеят тук.“ | “ |

След антигръцките погроми в България през 1906 година последвали Загоричанското клане, са затворени и отчуждени гръцките църкви и училище а седалището на епархията е преместено във Василико и по-късно в Истанбул. През 1906 година Созопол напускат и 1045 гърци, които се заселват предимно в Тесалия.
Част от гръцкото население на Созопол, което се изселва през 1930-те години основава днешното гръцко село Созополи в Халкидики.
През 1974 година старият град е превърнат в Архитектурен и археологически резерват Старинен Созопол.

## Археологически проучвания
За начало на археологическите проучвания в района на днешен Созопол се счита 1904 година, когато френски екип под ръководството на френския консул в Пловдив Дегран се насочва към Созопол, за да търси античната Аполония Понтика. Резултатите от разкопките са публикувани от археолога Жорж Сьор през 1924 г. във френското научно списание „Ревю аркеоложик“. Откритите антични артефакти са предадени във фонда на Лувъра в Париж. Сред тях са рисувани антични вази от родоско-йонийски тип от XVII – XIX век пр.н.е., позлатен венец на тракийски владетел, изящен бюст от варовик на аполонийска жена от III век пр.н.е.
Едни от най-значителните разкопки са проведени между 1946 и 1949 година под ръководството на Иван Венедиков и резултатите са публикувани в сборник „Аполония“.
От 2010 година в старата част на града се провеждат мащабни археологически разкопки, които довеждат до откриването и реставрирането на източните и южните крепостни стени, южната крепостна порта, средновековен митнически пункт, керамични и металургични пещи, леярни. През зимата на 2011 – 2012 година при южната крепостна стена екип български археолози под ръководството на Цоня Дражева и Димитър Недев разкрива едноапсидна църква, базилика и древен християнски некропол. От 2012 година разкопките се извършват съвместно с френски специалисти.
В началото на 2012 година френски археолози разкриват в местността Месарите голямо крайградско имение.

## Орнитоархеологични изследвания
Анализът на събраните кости от птици при многогодишното подводно археологическо проучване под ръководството на арх. Михаил Лазаров в Созополския залив от ранно-бронзовата епоха (5000-4000 г. пр. н. е.) доказват значително разнообразие на водолюбиви крайбрежни и блатни ловни птици, сред които преобладава водоплаващият дивеч (42,3 %). Определени са 8 вида водни птици: черногуш гмуркач (Gavia arctica), голям гмурец (Podiceps cristatus), голям корморан (Phalacrocorax carbo), сива чапла (Ardea cinerea), лятно бърне (Spatula querquedula), зеленоглава патица (Anas platyrhynchos), белоока потапница (Aythya nyroca) и лиска (Fulica atra). Най-многоброен пернат дивеч се явява лиската, представена със 119 кости (52,5 % от изследвания материал). Всички други установени видове са били обект на лов от жителите на потъналото селище. Предпочитаните от тези птици местообитания са свидетелство, че през енеолита и раннобронзовата епоха в околността на селището е имало обширни заливни участъци с блата и езера, чиито брегове са били обрасли с тръстика, папур и друга блатна растителност. По някои от костите личат следи от обработка - разрязване, запилване и пр., което показва, че птиците са имали и вторична употреба. Някои видове, като черногушия гмуркач, големия гмурец, отчасти лиската и големия корморан, са почти изцяло водни обитатели и много рядко излизат на сушата (главно при гнездене). За да бъдат уловени, очевидно се е налагало да се използват мрежи, примки или стрели. Във всички тези случаи ловът е ставал най-често във водата с използването на малки лодки.

## Население
В следващата таблица са посочени данните за населението на Созопол за дадената година и според съответната територия, която е заемал по това време, като данните могат да бъдат от преброявания (¹), приблизителна оценка (²) или статистически данни на съответните държавните институции (³).
| Година | Жители |
| ------ | ------ |
| 1934 ¹ | 3079   |
| 1946 ¹ | 3195   |
| 1956 ¹ | 3257   |
| 1956 ¹ | 3257   |
| 1965 ¹ | 3427   |

| Година | Жители |
| ------ | ------ |
| 1975 ¹ | 3880   |
| 1985 ¹ | 4439   |
| 1992 ¹ | 4550   |
| 2000 ³ | 3617   |
| 2001 ¹ | 4358   |

| Година | Жители |
| ------ | ------ |
| 2007 ³ | 5396   |
| 2009 ³ | 5410   |
| 2011 ¹ | 4317   |

## Религия

### Езически период
В древна Аполония култът към бог Аполон заема централно място. Още с основаването на града е изграден първият храм в негова чест. Там през втората четвърт на V век пр. Хр. е поставена изработената от Каламид 30 лакътя висока бронзова статуя на Аполон. Храмът е изграден в чест на Аполон Йетрос (Аполон Лечител) и е споменат в три антични надписа и изобразен на монети. В негова близост се е почитала богинята на плодородието Кибела.

### Християнство
Антична Аполония е едно от първите места на Балканския полуостров, където прониква християнството. Според преданията апостол Андрей на път за Скития преминава през Аполония, където пръв го проповядва. Сигурно е, че в IV век на мястото на централния храм на Аполон е изградена църквата „Св. Кирик и Юлита“. Другите езически светилища споделят също неговата участ. Така на мястото на светилището на Деметра и Персефона се изгражда в следващите векове манастирът на „Св. Апостоли и 20 000 мъченици“.
През IV век градът е споменат като част от епархията Деултум и Созополис, чието седалище се намира в Деултум. Нейните епископи взимат участие във Вселенските събори през 431 година в Ефес, през 451 Халкидон, през 680/81 в Константинопол както и през 787 година в Никея. Тази епархия загубва през VII век своята независимост. До XIV век тя е подчинена на диоцеза Хемимонтус с център Адрианопол. Едва след закриването на епархията в Пегаи през 1354 година, нейният последен епископ Теодориус получава като компенсация новоучредената през същата година Созополска епархия. Новата епархия е подчинена на митрополит, а той директно е подчинен на Константинополския патриарх.
Заради пиратските набези по югозападното крайбрежие на Черно море и бягството на местното население от него през 1623 година Цариградската патриаршия обединява епархиите на Медея и Созополис. Седалището на новата епархия остава в по-големия Созополис, чието име продължава да носи тя.
След разрушенията през 1629 година някои от унищожените църкви се издигат наново. Пример за това е трикорабната „Света Богородица“ от XV век. В по-голямата си част днешните църкви и параклиси са изградени през XVIII и XIX век, когато османските забрани за строеж на християнски храмове се разхлабват.
През 1829 година епархията е обединена с Агатополската епархия под името Созоагатополска епархия.
С учредяването на Българската екзархия през 1870 година Българската православна църква получава отново своята независимост, но някои градове на западния бряг на Черно море, включително Созопол остават под духовната власт на доминираната от гърците Цариградска патриаршия.
През 1888 година с храма „Св. св. Кирил и Методий“ отваря и първата българска църква в града.
Чак след гръцките погроми от 1906 година, созополският митрополит Доротей напуска града, а седалището на епархията е преместено в Царево и по-късно в Цариград. През 1917 година епархията се разпуска и Доротей е преместен. Още през същата година българската част на епархията е присъединена към Сливенска епархия на Българската православна църква, a Созопол днес е част от Бургаската духовна околия.
През 2010 година при археологическите проучвания на средновековния манастир „Свети Йоан Кръстител“ на остров Свети Иван археологически екип начело с Казимир Попконстантинов открива реликварий (мощехранилница) с надпис Йоан Кръстител. Реликварият от алабастър съдържа части от ръка, лицева част и зъб. Според ръководителя на експедицията Казимир Попконстантинов откритите мощи принадлежат на Свети Йоан Предтеча и са донесени в Созопол в IV век от Константинопол, но изследователи от Оксфорд твърдят, че по научен път не може да се докаже със сигурност дали това е така или не. Частиците са изследвани от учени на природните науки, които след ДНК анализ доказват, че мощите са на един и същ човек, мъж от Близкия изток, живял в началото на I век. Те се съхраняват в църквата „Св. св. Кирил и Методий“.
В църквата „Свети Георги Победоносец“ се съхраняват частици, за които се твърди, че са част от Светия кръст и мощи на апостол Андрей, за който се приема, че първи е проповядвал християнството в региона. Докато мощите са подарени от вселенския патриарх Вартоломей I, частицата от Светия кръст е от находка в кърджалийския манастир „Свети Йоан Продром“.
| Църква                                | Описание | Снимка |
| ------------------------------------- | --- | ------ |
| „Света Богородица“ XV век             | Трикорабна едноапсидна псевдобазилика, паметник на културата от национално значение, под закрилата на ЮНЕСКО. Данни за съществуването ѝ има от 1482 година. Била е към метоха на островния манастир „Свети Йоан Продром“. Иконостасът ѝ от края на XVIII век е дело на майстори от Дебърската художествена школа. Странджанските икони са от XVIII – XIX век. |        |
| „Свети Георги“ 1828 г.                | Най-голямата созополска църква, трикорабна едноапсидна псевдобазилика. |        |
| „Свети Зосим“ 1857 г.                 | Еднокорабна едноапсидна каменна църква. Свети Зосим Созополски е светец-покровител на Созопол. |        |
| „Свети свети Кирил и Методий“ 1889 г. | Еднокорабна едноапсидна постройка с полуцилиндрично засводяване, дело на даровития архитект Уста Генчо. |        |

Средновековните църкви в Созопол са разрушени от османските турци през XV – XVIII век. Върху техните основи християнското население издига през ХIХ и ХХ век малки параклиси. Те са около 20 на брой, като някои от тях съществуват и до днес: „Свети Атанасий“, „Свети Димитър“, „Свети Никола“, „Свети Николай Чудотворец“, „Свети Йоан Кръстител“, „Света Богородица“, „Света Неделя“, „Света Марина“, „Света Марина“ в местността Св. Марина, „Света Параскева“, „Исус Христос“, „Свети Спас“ ("Възнесение Господне“), „Свети свети Константин и Елена“, „Свети Иван Рилски“, „Свети свети Кирик и Юлита“ и други.

#### Манастир „Свети Апостоли“
Созополският манастир „Свети Апостоли“ е разположен в най-североизточната точка на нос Скамни, където се намира Стария Созопол. Преди откриването му, за неговото съществуване се е знаело единствено от стари документи. Манастирът е разкрит в началото на 2011 година от екип на проф. Божидар Димитров. Разчистена е голяма ъглова кула от укрепителната система на древен Созопол. За нея се предполага, че може да е част от известната крепост „Каструм Домини“. Според направените по-късно проучвания, крепостното съоръжение е било преустройвано през вековете неведнъж.
Най-голямото откритие на археологическата експедиция, ръководена от доц. д-р Кръстина Панайотова, е разкритият манастирски храм. Той представлява голяма трикорабна базилика с дължина 23 м и с ширина 11,50 м, чиито стени са запазени до 1 м височина. В северния кораб е разкрито водохранилище, вероятно построено преди самата църква. Базиликата е датирана в периода XII – XIII в. Смята се, че е функционирала поне до XV в. Църквата има три входа на западната фасада и по един на северната и южната. Те не са били издигнати едновременно, а в хода на преустройствата, които базиликата е претъпявала. На места е съхранена първоначалната подова настилка от разноцветни мраморни плачи. Нивото на пода в някои участъци е повдигнато от по-късно поставена тухлена настилка. Източно от централната апсида на базиликата е открит малък параклис, по-ранен от нея.
В края на XIX в. в предолтарното пространство на отдавна разрушената църква е построен параклис, функциониращ в първите десетилетия на XX в.
В страничните кораби на храма и около него е разкрит некропол, възникнал и използван в периода XIII – XIX в.
Най-долните проучени пластове, непосредствено върху скалите, датират от времето на антична Аполония. Откритите находки показват, че през периода VI – III в. пр. Хр. на нос Скамни е съществувало светилище на Деметра и Персефона.

## Политика

### Кмет
На местните избори през 2019 година за кмет на Созопол е избран кандидатът на БСП Тихомир Янакиев.

### Общински съвет
Според Закона за местното самоуправление и местната администрация управлението на град Созопол е съставено от градоначалник и общински съвет от 17 съветници. Разпределението на местата в общинския съвет след последните избори от 27 октомври 2019 година е следното: 
| Партия | Партия                  | Изборен резултат | Получени гласове | Места |
| ------ | ----------------------- | ---------------- | ---------------- | ----- |
|        | Политическа партия БСП  |                  |                  | 7     |
|        | Политическа партия ГЕРБ |                  |                  | 4     |
|        | Политическа партия СДС  |                  |                  | 4     |
|        | Политическа партия МИР  |                  |                  | 2     |

Председател на общински съвет – Созопол е Георги Леонидов Пинелов.

## Икономика
Преработващата промишленост е представена от производство на хранителни продукти (главно рибопреработка) и производство на дървен материал и изделия от него. През последните години се отбелязва спад в промишления риболов и преработката на рибни продукти. В този отрасъл на територията на Созопол функционира ЕТ „Рибекс“ за преработка на рапани, както и цех „Созопол“ на рибопреработващата фабрика „Атлантик“ ООД – Бургас. Други фирми, които работят в този подотрасъл са „Пасифик стар“ АД и „Делта индъстри“ ООД.

### Транспорт
Созопол няма достъп до българската железопътна мрежа и достъпът до републиканската пътна мрежа е ограничен. Посредством републикански път I-9, който е част от европейската пътна мрежа и в частност от път Е-87, Созопол осъществява връзка с Бургас на север и другите черноморски градове на юг.
Пристанище Созопол се намира северно от Стария град, в акваторията на Созополския залив и има регионално значение. Използва се изключително за пътнически превози, развлекателно-туристически пътувания, както и за товарни превози. Има общо седем корабни места и морска гара с ГКПП и ДИК. Освен него в града има изградено яхтено пристанище и пристани за рибарски лодки.
Обществен транспорт до близките населени места, Бургас и София се осъществява чрез автобуси и маршрутки от Автогара Созопол, която се намира между Стария и Новия град.

### Туризъм
Туризмът е ключов в икономическата характеристика в най-новата история на Созопол. Градът и общината са основна дестинация по южното българско Черноморие. В непосредствена близост до града са няколко къмпинга: „Градина“, „Златна рибка“, „Каваци“, „Веселие“ и „Смокиня“. Първите два, както и последните три имат обща брегова ивица, която е и един от най-големите нудистки плажове в България.

### Комунални услуги
За водоснабдяване на град Созопол се използват местни източници, но основен водоизточник е водоснабдителна система Ясна поляна, включваща и едноименния язовир. Чрез стоманен водопровод водата се довежда от язовира гравитачно до двустепенна пречиствателна станция с проектен капацитет 2500 литра в секунда. Пречистената вода се изпомпва в изравнителен водоем и от разпределителна шахта се разделя на два водопровода – северен и южен, като по северния магистрален, в който е включен и Созопол, тя достига до потребителите в Бургас. Водоснабдяването на града се извършва от фирма Водоснабдяване и канализация ЕООД-Созопол.
Созопол няма изградена пречиствателна станция, като в момента (май 2012) замърсените води се изхвърлят чрез дълбоководно заустване в Черно море. Има проект за изграждането на пречиствателна станция, която да обхване и изграждането на канализационната система „Созопол-Черноморец-Равадиново“, която включва освен Созопол, Черноморец, Равадиново и морските курорти Аркутино, къмпинг „Златна рибка“, къмпинг „Каваци“, къмпинг „Смокиня“, „Веселие“ и местността Буджака.
От 2008 година Созопол извозва битовите отпадъци в регионалното депо в местността Чоплака в землището на Равадиново. В депото функционират две локални пречиствателни станции една за биологично пречистване на отпадъчни води и една за пречистване на биогаз и факел. Освен организирано сметоизвозване, депото трябва да поема и утайките от бъдещата „Пречиствателна станция за отпадъчни води – Созопол“.

## Образование
В Созопол има изградени 2 обединени детски заведения и средно училище.

## Здравеопазване
Здравеопазването в Созопол, както и в цялата община се осъществява само от лечебни заведения за извънболнична помощ, като болничната помощ се поема от болниците в областния център Бургас. В Созопол са разположени медицински център „Св. Зосим“, Център за спешна медицинска помощ, филиал на Бургас – обслужва се от 2 лекари и 6 фелдшери; 8 индивидуални медицински практики и 6 стоматолози. В града има четири аптеки.

## Спорт
Спортните клубове на територията на общината са представени от футболен клуб Созопол, гребен клуб „Созопол“ и спортен клуб „Киборг“ – подготвящ състезатели по фитнес и културизъм.

## Забележителности

### Читалища
В града се намира читалище „Отец Паисий“. То е сред най-активните от 11-те читалища в общината. В него функционират 9 художествени колектива: детски и женски танцови състави, театрална трупа, школа по модерен и класически балет, школа по изобразително изкуство, група за стари градски песни, фолклорна група, езикова школа.

### Музеи
През 1961 година Светият синод предоставя сградата на храм „Свети Кирил и Методий“ за създаване на музей, в който да се съхраняват и експонират археологическите материали, откривани в Созопол и околностите. От август 1978 година за нуждите на музея са предоставени зали и помещения и в Културния дом. Музеят притежава редица уникати, част от които са достояние на обществеността и научните среди в страната и чужбина. Структуриран е в две направления: археология (5 хилядолетие пр. Хр. – XVII век сл. Хр.) и християнско изкуство (XVIII – XIX век). През 2003 година с подкрепата на Община Созопол и НИМ (София), експозиционната площ и реквизит са обновени. Актуализиран е научно-спомагателният апарат – текстови табла, карти, фотоси, схеми и други. Археологическият музей в Созопол е част от Стоте национални туристически обекта на Български туристически съюз – печатът е в музея.
- Архитектурно-исторически комплекс „Южна крепостна стена и кула“

Сградата на музейния комплекс е разположена в югоизточната зона на полуостров Скамни, тръгвайки в посока изток от Морска градина по улица „Южна панорамна алея“ непосредствено над нивото на Черно море.
- Художествена галерия

Създадена е през 1991 година. Помещава се в зданието на Старото училище, паметник на културата. Притежава 287 картини (главно живопис и графика) и около 40 скулптури от наши и чужди творци. Във фондовете се съхраняват и произведения, дарени от участниците в Международните пленери на художниците-маринисти.
- Къща музей Александър Мутафов

Започва да действа като такава през 1976 година. Официално е открита за посещения през 1981 г.

### Исторически паметници
- Архитектурен и археологически резерват Старинен Созопол

С Решение на Бюрото на Министерския съвет № 320 от 7 септември 1974 година старата част на града Созопол е обявена за „архитектурно-исторически резерват“ . Той обхваща над 180 жилищни сгради с автентична възрожденска архитектура от XVIII-XIX век, като основната част на резервата е разположена на полуостров Скамни. Със своя първи етаж, изграден от камък, и втори етаж – от дърво, те са типични представители на Черноморски тип възрожденски къщи. Някои от тях имат и елементи типични с възрожденските къщи от Странджанския и Старопланинския тип. Сред по-известните са „Къща на Мариета Стефанова“, „Къща на Креаноолу“, „Къща на Тодор Загоров“, „Къща на Куртиди“, „Къща на Димитри Ласкаридис“.
- Тракийски крепости в района на Медни рид

Усамотен планински рид, опасващ като дъга полетата и ниските хълмове около Созопол. Още през XIII-XII в. пр. Хр. траките изграждат (от ломен камък без спойка) отбранителна линия, състояща се от крепости по почти всички високи върхове на рида. Най-интересни са крепостите на връх Атия, на връх Бакърлъка (около 4 декара площ на най-високото място, 376 метра), Лободово кале (около 1,5 декара) и Малкото кале (около 4 декара, единствената, където са проведени редовни археологически разкопки – 1973 – 1977 г. в рамките на програмата „Странджа–Сакар“.
- Тракийски надгробни могили

По височините на Меден рид и хълмовете около крайбрежието са разположени множество могили – следи от погребалните ритуали на траките. В миналото общият им брой е бил около 1500. До днес са оцелели по-малко като някои от тях са археологически проучени.
- Антични некрополи

Интересът към старините на Созопол датира още от средата на XIX век. Изследователите насочват усилията си предимно към проучване на некрополите и материалите, откривани в тях. Днес по-известните некрополи на античната Аполония Понтика са тези в Морската градина и местностите Харманите, Буджака (частични спасителни археологически разкопки) и Калфата (тук ежегодно се провеждат археологически разкопки от българо-френски екип).
- Крепостни стени VI–XIV век

Средновековен Созопол е ограден с крепостна стена и кули, строени по времето на император Анастасий, около 511 година. Те са използвани и през следващите векове, като на много места са престроявани и доизграждани. От защитните съоръжения са запазени значителни фрагменти, достигащи височина до 3 – 4 метра. От 2003 година крепостните стени са реконструирани, консервирани и популяризирани сегменти от Южна крепостна стена и стражева кула..

### Кухня
Созополските специалитети са смокиновото сладко и дамгите.

## Редовни събития
- Созополис, провежда се в края на май, началото на юни
- Sozopol Fest – July Morning, провежда се на 29 и 30 юни
- Празник на града – 17 юли, ден на покровителката на града света Марина (възобновен през 1992 година)
- Празници на изкуствата Аполония – 1 септември – 10 септември

## Личности
Родени в Созопол
- Божидар Димитров (род. 1945 – 2018 г.), български историк и политик
- Йоргос Гунаропулос (1889 – 1977 г.), гръцки художник
- Любен Петков (1939 – 2016 г.), български писател
- Светослав Шиваров (род. 1944 г.), министър на земеделието и хранителната промишленост (1996)
- Славчо Чернишев (1924 – 2000 г.), български писател
- Войно Войнов (род. 1923 г.), бивш кмет на Варна